# Tyrese Maxey
Tyrese Maxey (Dallas, 4 november 2000) is een Amerikaans basketballer die uitkomt voor de Philadelphia 76ers. Hij speelt als pointguard.

## Carrière
Maxey speelde in het seizoen 2019-2020 collegebasketbal voor de Kentucky Wildcats. In zijn eerste seizoen was hij meteen goed voor 14 punten en 4,3 rebounds per wedstrijd. Hij stelde zich dan ook kandidaat voor de NBA-draft van 2020 en werd als 21e in de eerste ronde gekozen door de Philadelphia 76ers.
Op 23 december 2020 maakte Maxey zijn debuut in de NBA tijdens de wedstrijd van de Sixers tegen de Washington Wizards. Als gevolg van blessures van onder andere Joel Embiid en Ben Simmons kreeg Maxey op 9 januari 2021 zijn eerste basisplaats in een wedstrijd tegen de Denver Nuggets. Maxey was in deze wedstrijd goed voor 39 punten. In zijn debuutseizoen kreeg Maxey speelgelegenheid in 61 wedstrijden waarin hij goed was voor gemiddelde van 8 punten per wedstrijd. 
Tijdens het seizoen 2021/22 contracteerde Philadelphia pointguard James Harden. Hierdoor kon Maxey meer uitgespeeld worden op de shooting guard-positie, een positie die hem beter ligt. Hierdoor kon Maxey in zijn tweede NBA-seizoen zijn gemiddelde optrekken naar 17,5 punten per wedstrijd. Tijdens de playoffs speelde Philaldelphia in de eerste ronde tegen de Toronto Raptors. In de eerste wedstrijd tegen Toronto scoorde Maxey 38 punten, waarmee hij de jongste speler uit de geschiedenis van de Philadelphia 76ers werd die meer dan 30 punten kon scoren in een playoff-wedstrijd. Na winst tegen Toronto verloor Maxey met de 76'ers in de tweede ronde van de playoffs met 4-2 van Miami Heat. Met een gemiddelde van 20,2 punten per wedstrijd was Maxey in deze playoffs topschutter van de 76'ers.
Ook het daaropvolgende seizoen (2022/23) gingen de prestaties van Maxey in stijgende lijn. Maxey maakte op 28 oktober 2022 44 punten in een wedstrijd tegen de Toronto Raptors. Hiermee was hij, na Hal Greer en Allen Iverson, slechts de 3e speler in de geschiedenis van de Sixers die meer dan 40 punten kon scoren vooraleer hij de leeftijd van 23 bereikt had. Met 9 driepunters in één enkele wedstrijd werd hij ook mede-recordhouder van de Sixers (net als Danny Green en Dana Barros). Maxey sloot het seizoen af met een gemiddelde van 20,3 punten per wedstrijd en een shotpercentage voor driepunters van 43,4%. 
Op 12 november 2023 was Maxey goed voor 50 punten, 7 rebounds, 5 assists en 3 blockshots in een overwinning tegen de Indiana Pacers. Zo werd hij de 6e speler in de geschiedenis van de Sixers met meer dan 50 punten, 5 rebounds en 5 assists tijdens 1 wedstrijd. Hij sloot zich hiermee aan in het rijtje van Allen Iverson, Joel Embiid, Wilt Chamberlain, Hal Greer en Dana Barros. Op 1 februari 2024 werd Maxey een eerste keer geselecteerd voor de NBA All-Star Game als reserve voor team van de Eastern Conference. Maxey sloot zijn 4e NBA-seizoen met een gemiddelde van 25,9 punten en 6,2 assists per wedstrijd. Samen met ploegmaat Joel Embiid en Devin Booker was hij de enige speler die dit seizoen in 3 wedstrijden meer dan 50 punten kon scoren. Op 23 april 2024 werd Maxey verkozen tot NBA Most Improved Player, voor Coby White en en Alperen Sengün. Tevens kreeg Maxey op 16 mei 2024 de NBA Sportsmanship Award toebedeeld.
Zijn sterke prestaties werden op 7 juli 2024 beloond met een nieuw 5-jarig contract bij de Sixers, goed voor een bedrag van 204 miljoen dollar.

## Erelijst
- NBA All-Star: 2024
- NBA Most Improved Player Award: 2024

## Statistieken
| Legenda | Legenda                | Legenda | Legenda                 | Legenda | Legenda               |
| ------- | ---------------------- | ------- | ----------------------- | ------- | --------------------- |
| WG      | Wedstrijden gespeeld   | WS      | Wedstrijden als starter | MPW     | Minuten per wedstrijd |
| 2P%     | Twee-punterpercentage  | 3P%     | Drie-punterpercentage   | VW%     | Vrije-worppercentage  |
| RPW     | Rebounds per wedstrijd | APW     | Assists per wedstrijd   | SPW     | Steals per wedstrijd  |
| BPW     | Blocks per wedstrijd   | PPW     | Punten per wedstrijd    | Vet     | Hoogste in carrière   |

### Regulier NBA-seizoen
| Seizoen  | Team               | WG  | WS  | MPW  | 2P%  | 3P%  | FW%   | RPW | APW | SPW | BPW  | PPW  |
| -------- | ------------------ | --- | --- | ---- | ---- | ---- | ----- | --- | --- | --- | ---- | ---- |
| 2020/21  | Philadelphia 76ers | 61  | 8   | 15,3 | 46,2 | 30,1 | 87,1  | 1,7 | 2,0 | 0,4 | 0,2  | 8,0  |
| 2021/22  | Philadelphia 76ers | 75  | 74  | 35,3 | 48,5 | 42,7 | 86,6  | 3,2 | 4,3 | 0,7 | 0,4  | 17,5 |
| 2022/23  | Philadelphia 76ers | 60  | 41  | 33,6 | 48,1 | 43,4 | 84,5  | 2,9 | 3,5 | 0,8 | 0,1  | 20,3 |
| 2023/24  | Philadelphia 76ers | 70  | 70  | 37,5 | 45,0 | 37,3 | 86,8  | 3,7 | 6,2 | 1,0 | 0,55 | 25,9 |
| Carrière | Carrière           | 266 | 193 | 30,9 | 46,8 | 39,6 | 86,2  | 2,9 | 4,1 | 0,7 | 0,3  | 18,2 |
| All Star | All Star           | 1   | 0   | 17,0 | 60,0 | 50,0 | 100,0 | 3,0 | 3,0 | 0   | 0    | 10,0 |

### NBA-play-ins
| Seizoen  | Team               | WG | WS | MPW  | 2P%  | 3P%  | FW%   | RPW | APW | SPW | BPW | PPW  |
| -------- | ------------------ | -- | -- | ---- | ---- | ---- | ----- | --- | --- | --- | --- | ---- |
| 2023/24  | Philadelphia 76ers | 1  | 1  | 44,0 | 37,5 | 16,7 | 100,0 | 3,0 | 6,0 | 0   | 0   | 19,0 |
| Carrière | Carrière           | 1  | 1  | 44,0 | 37,5 | 16,7 | 100,0 | 3,0 | 6,0 | 0   | 0   | 19,0 |

### NBA-playoffs
| Seizoen  | Team               | WG | WS | MPW  | 2P%  | 3P%  | FW%  | RPW | APW | SPW | BPW | PPW  |
| -------- | ------------------ | -- | -- | ---- | ---- | ---- | ---- | --- | --- | --- | --- | ---- |
| 2020/21  | Philadelphia 76ers | 12 | 0  | 13,0 | 43,9 | 33,3 | 63,6 | 1,8 | 1,3 | 0,3 | 0,5 | 6,3  |
| 2021/22  | Philadelphia 76ers | 12 | 12 | 40,4 | 48,4 | 37,7 | 94,0 | 3,5 | 3,9 | 0,8 | 0,2 | 20,8 |
| 2022/23  | Philadelphia 76ers | 11 | 11 | 38,5 | 42,7 | 40,0 | 90,3 | 4,8 | 2,3 | 1,4 | 0,5 | 20,5 |
| 2023/24  | Philadelphia 76ers | 6  | 6  | 44,6 | 47,8 | 40,0 | 89,3 | 5,2 | 6,8 | 0,8 | 0,3 | 29.8 |
| Carrière | Carrière           | 41 | 29 | 32,5 | 45,8 | 38,9 | 87,0 | 3,6 | 3,1 | 0,8 | 0,4 | 17,8 |